# Urna de San Cándido
La Urna de San Cándido  es un relicario de madera de autor anónimo, datada hacia 1292, que está recubierta por placas de relieves con escenas realizadas en estuco dorado. Tenía la función de guardar las reliquias de san Cándido. Procede del monasterio de Sant Cugat del Vallés y se encuentra conservada en el Museo Nacional de Arte de Cataluña de Barcelona.
En la arqueta se representa la escena del martirio a san Cándido bajo el mandato del emperador Maximiano en el año 300. La obra mantiene su forma original aunque le faltan algunos fragmentos del estuco dorado y toda la ornamentación de piedras y cristales.

## Historia
Su realización se hizo con motivo del descubrimiento del sepulcro con el cuerpo de san Cándido que se encontraba colocado en el ábside de la cabecera del lado de la Epístola de la iglesia del monasterio de Sant Cugat del Vallés. Tuvo lugar este hallazgo bajo el mandato del abad Guerau de Clasquerí (1277-1284). Para guardar los restos del santo se construyó en un taller catalán de autor anónimo, una urna con carácter religioso para honrar sus reliquias.
Seguramente que desde la fecha de la inscripción que figura en la urna de 1292, se mantuvo en el monasterio de Sant Cugat hasta el 16 de abril de 1868, cuando el obispo de Barcelona Pantaleón Montserrat Navarro, la cedió para el museo recién creado perteneciente a la Comisión Provincial de Monumentos Históricos y Artísticos. Finalmente ingresó en el Museo Nacional de Arte de Cataluña procedente del Museo Provincial de Antigüedades de Barcelona donde había permanecido desde 1879.

## Contexto histórico

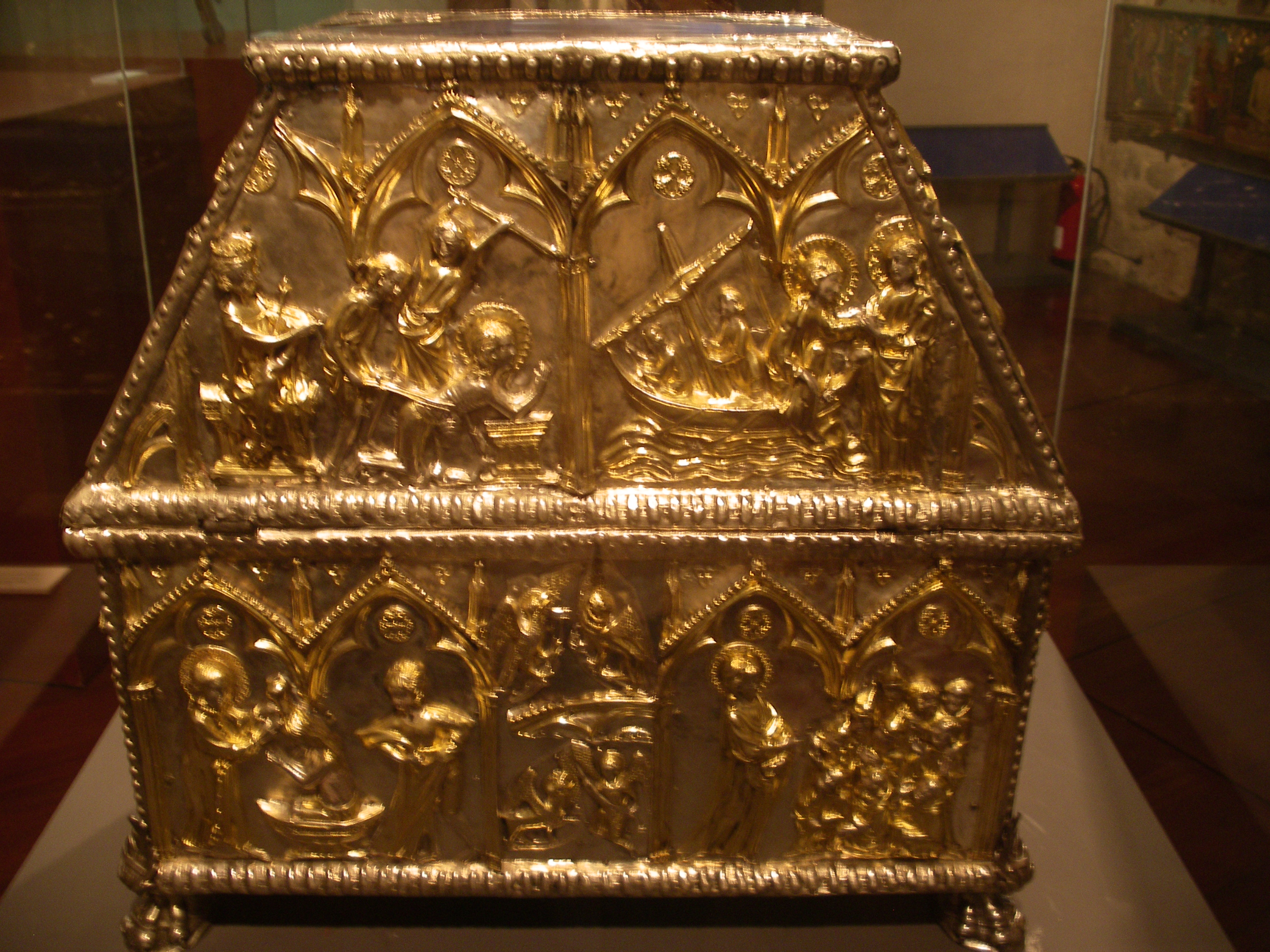
Arqueta relicario de Sant Cugat, donde estaban los restos de sant Cugat. Actualmente se conserva en el Museo Diocesano de Barcelona.

En el paso del románico al gótico, los procedimientos artísticos no dieron un cambio brusco y así en las obras del siglo XIII se encuentran rasgos de ambos estilos. La miniatura en la ilustración de manuscritos fue extendiéndose del género religioso al de las crónicas históricas. En cuanto en las artes suntuarias tuvieron un gran desarrollo y fue la zona de París uno de los centros más importantes de la orfebrería, donde además de cruces procesionales, cálices y cubiertas lujosas con materiales nobles como el marfil para los libros litúrgicos, la realización de relicarios tuvo una especial relevancia; así se pasó de las cajas casi sin ningún alarde de lujo a las más fastuosas y realizadas con oro, plata y gemas preciosas como el Relicario de San Taurin —iglesia de Saint-Taurin, Evreux— de fecha entre 1240 i 1255, que también incorpora esmaltes entre los materiales empleados.
En el Museo Diocesano de Barcelona se guarda la Arqueta de Sant Cugat, obra de orfebrería en plata que había tenido aplicaciones esmaltadas del siglo XIII, donde estaban los restos de Sant Cugat y que  hasta 1835 se conservó en el monasterio de Sant Cugat del Vallés junto con la Urna de San Cándido. Ambas son contemporáneas en su ejecución.

## Tema
El tema corresponde a la narración de la muerte de san Cándido. El tema de la representación de la vida de los santos ya se realizaba durante el período románico; es en el gótico cuando abundan los retablos dedicados a santos. En cuanto a santos mártires, empezaron a ser representados en pintura o escultura, a partir del siglo IV, aunque su reproducción frecuente se inició mucho más tarde.
San Cándido fue un oficial militar miembro de la Legión Tebana que estaba compuesta por cristianos del Alto Egipto bajo el mandato del comandante Mauricio el tebano durante el reinado del emperador Maximiano hacia el año 300. Según relata una leyenda la Legión Tebana fue llamada para suprimir una revuelta en la Galia. Como era habitual antes del ataque se preparaban los sacrificios a los dioses para asegurar la victoria, pero los soldados cristianos se negaron a participar en la ofrenda, por lo que fueron castigados con una decimatio. Al negarse nuevamente a cumplir esa orden, todos los integrantes de la Legión Tebana fueron ejecutados con Mauricio y Cándido entre ellos. El cuerpo de San Cándido fue llevado después de algunos siglos al monasterio de Sant Cugat. Según otra versión sacada de la carta Historia Passionis S. Mauritii et Sociorum Martyrum Legionis Felicis Thebaeae Agaunensium del obispo Euquerio de Lyon fueron martirizados por negarse a perseguir y luchar contra otros cristianos.

## Descripción

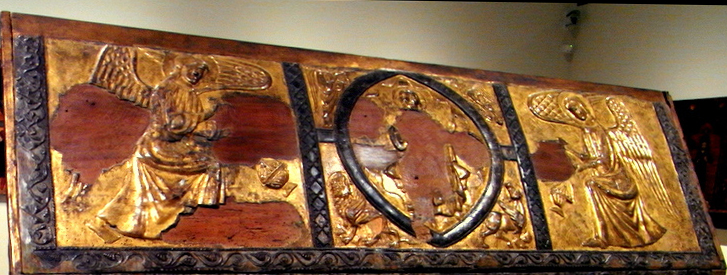
Batiente de la cubierta posterior

La urna es una arqueta en forma de paralelepípedo y cubierta a dos batientes. Está realizada con madera tratada con la técnica al pastillaje de relieves dorados con pan de oro al estuco, que representan episodios de la vida y muerte por degollación de san Cándido. Tiene unas medidas de 76 cm de alto, ancho de 122 cm y una profundidad de 45 cm

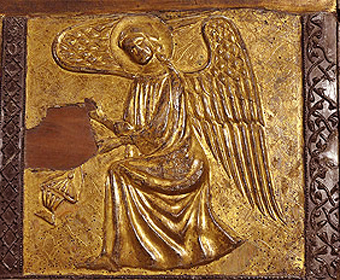
Ángel turiferario de la parte derecha de la cubierta.

Se observa en la obra la falta de algunos fragmentos del estuco dorado que deja ver la madera en bastante mala conservación y con muestra de carcoma. En las cenefas también faltan las piedras y cristales que seguramente estaban talladas en cabujones que ahora se muestran vacíos y que formaban parte de la decoración propia en este tipo de urnas.
El batiente de la cubierta en la parte anterior se encuentra totalmente liso, mientras en la posterior, está dividido en tres secciones separadas por una cenefa de motivos geométricos y con decoración de entrelazados vegetales la que se encuentra en el borde total de la tapa. La parte central la cubre un Pantocrátor dentro de una mandorla rodeado por los símbolos de los cuatro evangelistas; en los compartimentos de ambos lados se encuentran dos ángeles en genuflexión portadores de un incensario (ángeles turiferarios) y mirando ambos hacia el Pantocrátor.
En la cara rectangular delantera, se encuentra en la parte central un personaje con vestiduras de obispo con mitra y báculo pastoral, sobre el cual hay una inscripción en la que se lee:  :s:iacobus:iustus: —referente a Santiago—, tiene un grupo de personajes a cada lado sentados, como celebrando una asamblea bajo unos arcos trilobulados y en cada uno de los extremos de este panel aparece una ciudad, sin identificar, rodeada por una muralla. La escena se encuentra limitada por una gran cenefa con decoración de hojas en la que se ven medallones huecos donde seguramente iban incrustados cristales o piedras preciosas que no se conservan.
En un lateral se puede ver a un personaje sentado en conversación con otros tres que están de pie. En el otro lateral se observa un hombre en pie con otros a su alrededor que parecen soldados que lo custodian, se encuentran ante otro, desaparecido, que estaba sentado.
|                |
| Parte lateral. |

|                                            |
| Parte lateral con una figura desaparecida. |

La otra cara rectangular que corresponde a la parte posterior, en la parte central está escenificada la escena de la degollación de san Cándido arrodillado ante su verdugo, con la leyenda sobre él de sanctus candidus;  tiene en el lado derecho un grupo de cinco personajes sobre caballos y en el fondo se aprecian árboles de forma redondeada; en la parte izquierda aparecen dos grupos de personas unos sobre caballerías y otros a pie; en el extremo se encuentra una figura separada de los demás con la leyenda de santus maurisius. En total son diecisiete personajes más los dos centrales de san Cándido y su verdugo. La decoración con la cenefa de enmarque es idéntica a la de la otra cara rectangular.

### Datación
En el borde superior de la escena de la cara posterior de la urna se encuentra la inscripción: 

ANNO:DOMINI:M:CC:XC:II:MONAS:MAI:INVNETIO:SACRATISSIMO:CORPORIS:SCI:CANDIDI:MILITIS:XPI:ET MRIS:

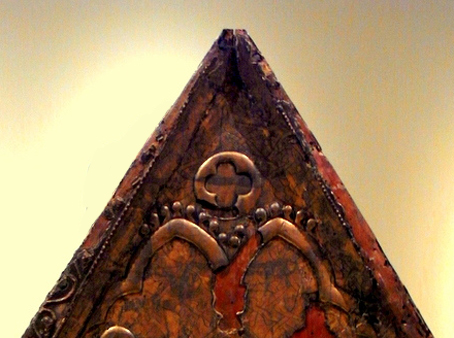
Detalle donde se aprecia los arcos de tipología gótica.

Con la que se da a conocer el descubrimiento del cuerpo de san Cándido, compañero de san Mauricio y que fue decapitado en la persecución contra los cristianos en tiempos de Maximiano. Esta fecha de 1292 es la que se ha dado como probable para la datación de su realización.
Duran i Cañameres hizo estudios comparativos con otras obras, en los que describe la mezcla que aprecia en la obra de motivos románicos y góticos, así los arcos trilobulados que presenta una de las caras rectangulares del arca y en las partes laterales, se encuentran también en otras obras del siglo XIII y en el frontal de la Virgen que perteneció al monasterio de Sant Cugat y que se conserva en el Museo Cívico de Turín. Además de este frontal, también se encuentran este mismo tipo de arcos y con la misma fecha de datación que la urna, en el frontal de Santa Perpetua de Mogoda y en el frontal de Sant Cebrià de Cabanyes.

## Técnica
En el siglo XIII en Cataluña, era muy común la técnica empleada en la urna de san Cándido, llamada del pastillaje a base de estucos y relieves realizados con yeso y dorados para las escenas con narración historiada o para las partes de decoración a imitación de las grandes obras de orfebrería. Con esta técnica se conseguía un abaratamiento y una ejecución más rápida de la obra.
En este mismo sentido Folch y Torres especificó que en el arte románico catalán, los relieves al estuco con dorados y decoraciones de policromía y con añadidos de piedras y cristales para conseguir imitaciones de lujosas obras de oro y plata eran muy utilizados.
Las figuras no se encuentran representadas frontalmente como se solía hacer en el románico sino que aparecen un poco giradas y aunque se observa una cierta rigidez en sus cuerpos, las actitudes y medidas se acercan más al canon humano, pues la narración principal quiere mostrar el momento justo del martirio del santo con el verdugo a punto de causarle la muerte. En la urna se puede observar el trabajo tradicional y simbólico en la tapa con la figuración del pantocrátor rodeado por el tetramorfos y por otro lado la innovación en la historiografía del martirio de san Cándido y en la placa opuesta de Santiago presidiendo una asamblea.
Los árboles del fondo, son semejantes a los empleados en las ilustraciones de los manuscritos góticos de la época y también se pueden apreciar en las pinturas murales de la conquista de Mallorca del Palau Aguilar de Barcelona conservadas en el Museo Nacional de Arte de Cataluña. En esta obra de finales del siglo XIII la técnica empleada ya muestra la integración de la tradición catalana con la innovación que se produce en los inicios del gótico en Europa.